# コムラト
コムラト（モルドバ語: Comrat、ガガウズ語: Komrat、ロシア語: Комрат）は、モルドバの都市、基礎自治体。ガガウズ自治区の中心都市である。モルドバ南部のヤルプグ川沿いに位置する。人口は20,113人（2014年）で、その大多数はガガウズ人である。

## 歴史

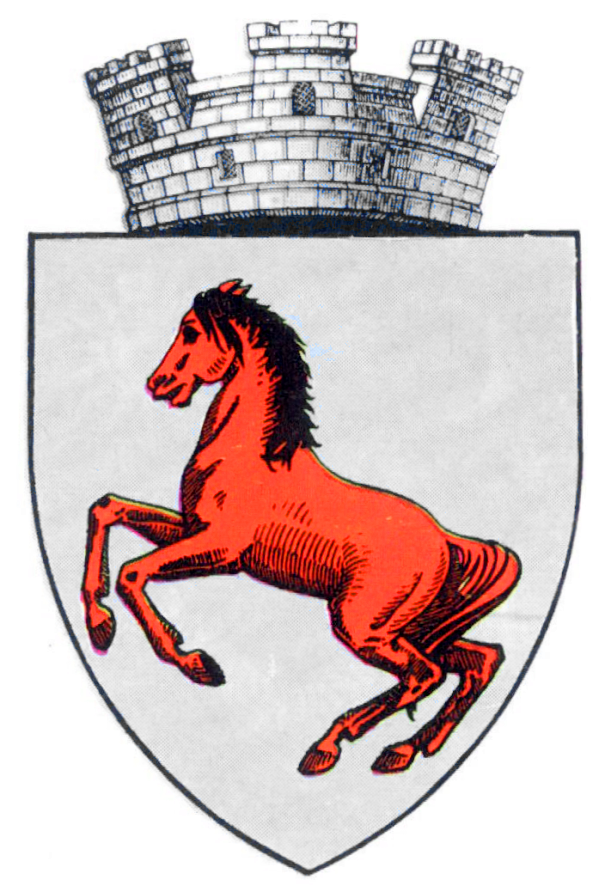
コムラトの初代紋章（1932年 — 2005年）

早くも1443年には入植がはじまっていたが、村の創設を1789年とする記録もある。それでも、1819年にロシア帝国がこの地方にドナウ川の対岸からブルガリア人などを入植させる勅令を公布するまでは、人口希薄な地域であった。
1906年にはロシア当局に対する蜂起が発生し、コムラト共和国という自治区（独立国ではない）の創設を宣言した。1952年に町制施行した。
モルダヴィア・ソビエト社会主義共和国時代にはバターやワイン、モルダヴィアのモチーフが入ったじゅうたんの生産が振興された。2002年、コムラト国立大学が創設された。

### 人口の推移
- 1989年 - 25,800人（国勢調査）[7]
- 1991年 - 27,500人（推計）
- 1996年 - 27,400人（推計）
- 2004年 - 23,429人（国勢調査）
- 2006年 - 22,369人（推計）
- 2011年 - 24,135人（推計）
- 2014年 - 20,113人（国勢調査）[2]

## 気候
| コムラト（1991年 – 2020年）の気候 | コムラト（1991年 – 2020年）の気候 | コムラト（1991年 – 2020年）の気候 | コムラト（1991年 – 2020年）の気候 | コムラト（1991年 – 2020年）の気候 | コムラト（1991年 – 2020年）の気候 | コムラト（1991年 – 2020年）の気候 | コムラト（1991年 – 2020年）の気候 | コムラト（1991年 – 2020年）の気候 | コムラト（1991年 – 2020年）の気候 | コムラト（1991年 – 2020年）の気候 | コムラト（1991年 – 2020年）の気候 | コムラト（1991年 – 2020年）の気候 | コムラト（1991年 – 2020年）の気候 |
| 月                                | 1月                               | 2月                               | 3月                               | 4月                               | 5月                               | 6月                               | 7月                               | 8月                               | 9月                               | 10月                              | 11月                              | 12月                              | 年                                |
| --------------------------------- | --------------------------------- | --------------------------------- | --------------------------------- | --------------------------------- | --------------------------------- | --------------------------------- | --------------------------------- | --------------------------------- | --------------------------------- | --------------------------------- | --------------------------------- | --------------------------------- | --------------------------------- |
| 平均最高気温 °C （°F）            | 1.5 (34.7)                        | 4.1 (39.4)                        | 10.0 (50)                         | 17.0 (62.6)                       | 23.0 (73.4)                       | 26.9 (80.4)                       | 29.3 (84.7)                       | 29.1 (84.4)                       | 23.2 (73.8)                       | 16.2 (61.2)                       | 9.0 (48.2)                        | 3.1 (37.6)                        | 16.0 (60.8)                       |
| 日平均気温 °C （°F）              | −1.7 (28.9)                       | 0.1 (32.2)                        | 4.8 (40.6)                        | 11.0 (51.8)                       | 16.8 (62.2)                       | 20.9 (69.6)                       | 23.1 (73.6)                       | 22.8 (73)                         | 17.3 (63.1)                       | 11.1 (52)                         | 5.2 (41.4)                        | −0.1 (31.8)                       | 10.9 (51.6)                       |
| 平均最低気温 °C （°F）            | −4.5 (23.9)                       | −3.1 (26.4)                       | 0.7 (33.3)                        | 5.9 (42.6)                        | 11.2 (52.2)                       | 15.4 (59.7)                       | 17.4 (63.3)                       | 17.1 (62.8)                       | 12.2 (54)                         | 7.0 (44.6)                        | 2.2 (36)                          | −2.7 (27.1)                       | 6.6 (43.9)                        |
| 降水量 mm （inch）                | 33 (1.3)                          | 27 (1.06)                         | 32 (1.26)                         | 37 (1.46)                         | 48 (1.89)                         | 69 (2.72)                         | 59 (2.32)                         | 46 (1.81)                         | 42 (1.65)                         | 43 (1.69)                         | 39 (1.54)                         | 39 (1.54)                         | 514 (20.24)                       |
| 平均降水日数 （≥1.0 mm）          | 6                                 | 6                                 | 6                                 | 6                                 | 7                                 | 7                                 | 6                                 | 5                                 | 5                                 | 6                                 | 5                                 | 6                                 | 71                                |
| 出典：NOAA                        |                                   |                                   |                                   |                                   |                                   |                                   |                                   |                                   |                                   |                                   |                                   |                                   |                                   |

## 経済
ワインの生産が有名で、郊外もあわせて10ほどのワイナリーがある。そのほか食品加工場や醸造所、石油精製工場（モルドバ国内で唯一）などがある。

## スポーツ
FCオリンプ・コムラトと、ウニヴェル・オグズスポルトという2つのサッカーチームがある。

## 出身有名人
- ピョートル・ドラガノフ（1857年 - 1928年） ロシア人の人文学者、スラブ学者
- レウヴェン・シャリ（1903年 - 1989年） イスラエルの政治家
- アレクサンドル・ブルラデアヌ（1911年 - 1997年） ルーマニアのマルクス経済学者。上院議長などを歴任したが、1968年に失脚
- ソラナ・グリアン（1913年 - 1956年） 作家、ジャーナリスト、翻訳家。イスラエル、のちにフランスに移住
- アナトリー・ブラシュク（1944年 - ） 沿ドニエストル共和国の政治家。10代のとき、ティラスポリに移住
- アレクサンドル・ストイアノグロ（1967年 - ） モルドバの政治家
- イリーナ・ヴラフ（1974年 - ） モルドバの政治家
- イゴール・コビレアンスキ（1974年 - ） モルドバの映画監督
- ミハイ・コジュセア（1978年 - ） モルドバのサッカー選手
- アレクサンドル・ロマノフ（1990年 - ） モルドバの重量級格闘家

## 姉妹都市
- エルジェーベトヴァーロシュ（ハンガリー）[9]
- ペンディク（トルコ）
- ヘンデク（トルコ）
- サパンジャ（トルコ）
- クジュックユ（トルコ）
- ウスパルタ（トルコ）
- 北レフコシャ（北キプロス）
- タトルス（北キプロス）
- ソコルニキ（ロシア）
- グロズヌイ（ロシア、チェチェン共和国）
- バヴルィ（ロシア、タタールスタン共和国）
- ブリャンスク（ロシア）
- ボルフラード（ウクライナ）

## ギャラリー

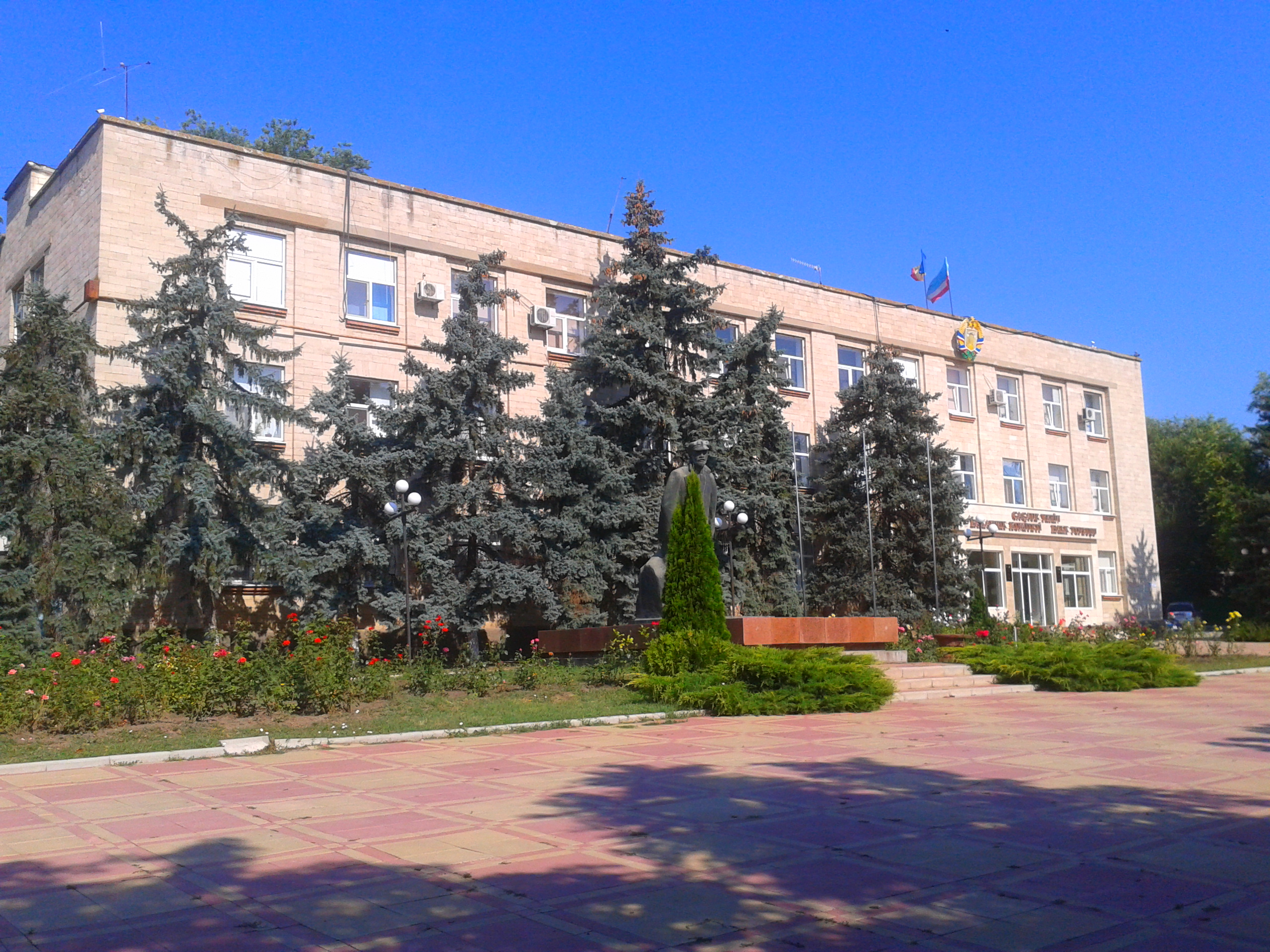
ガガウズ自治区行政委員会
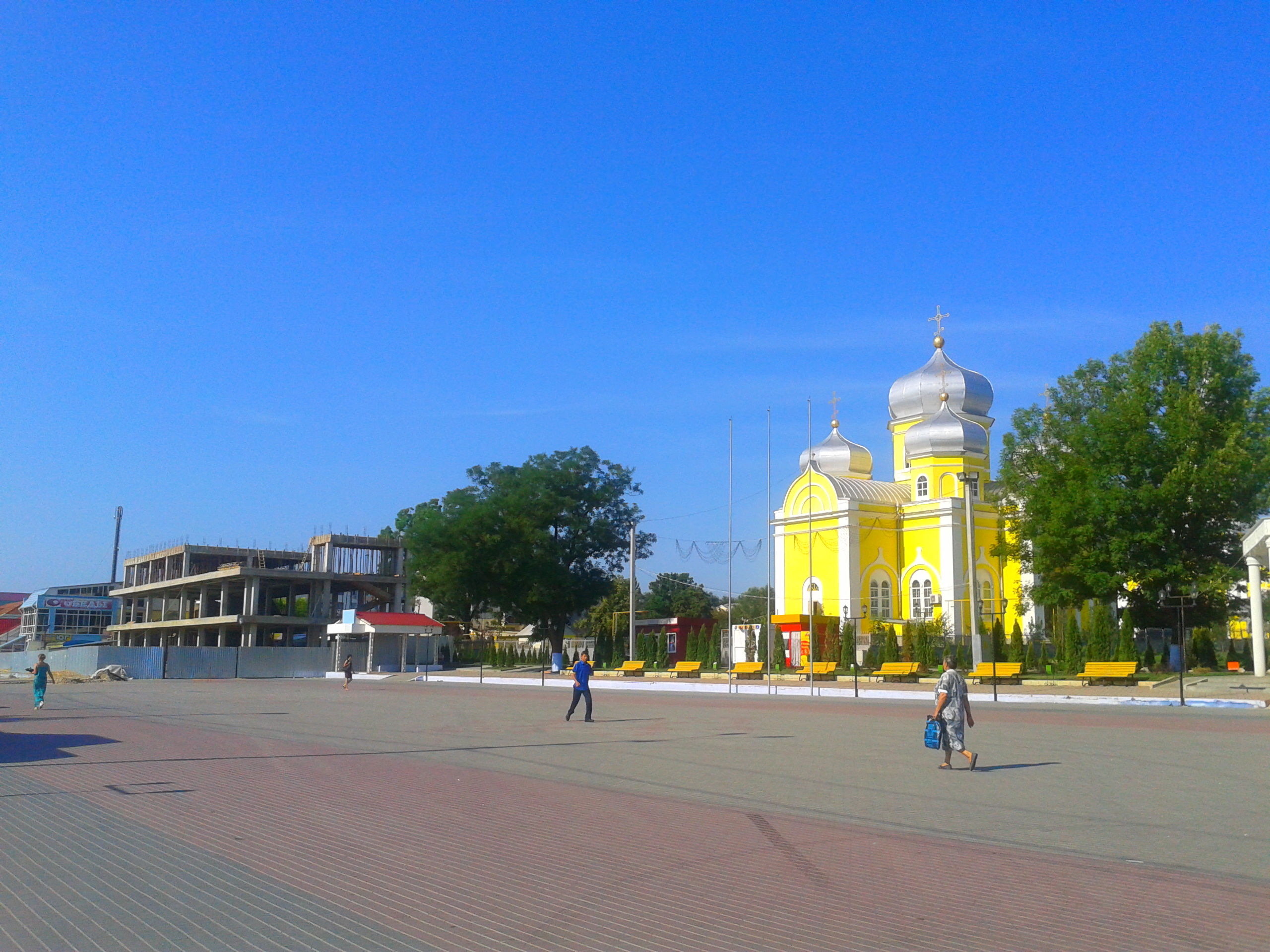
中央広場
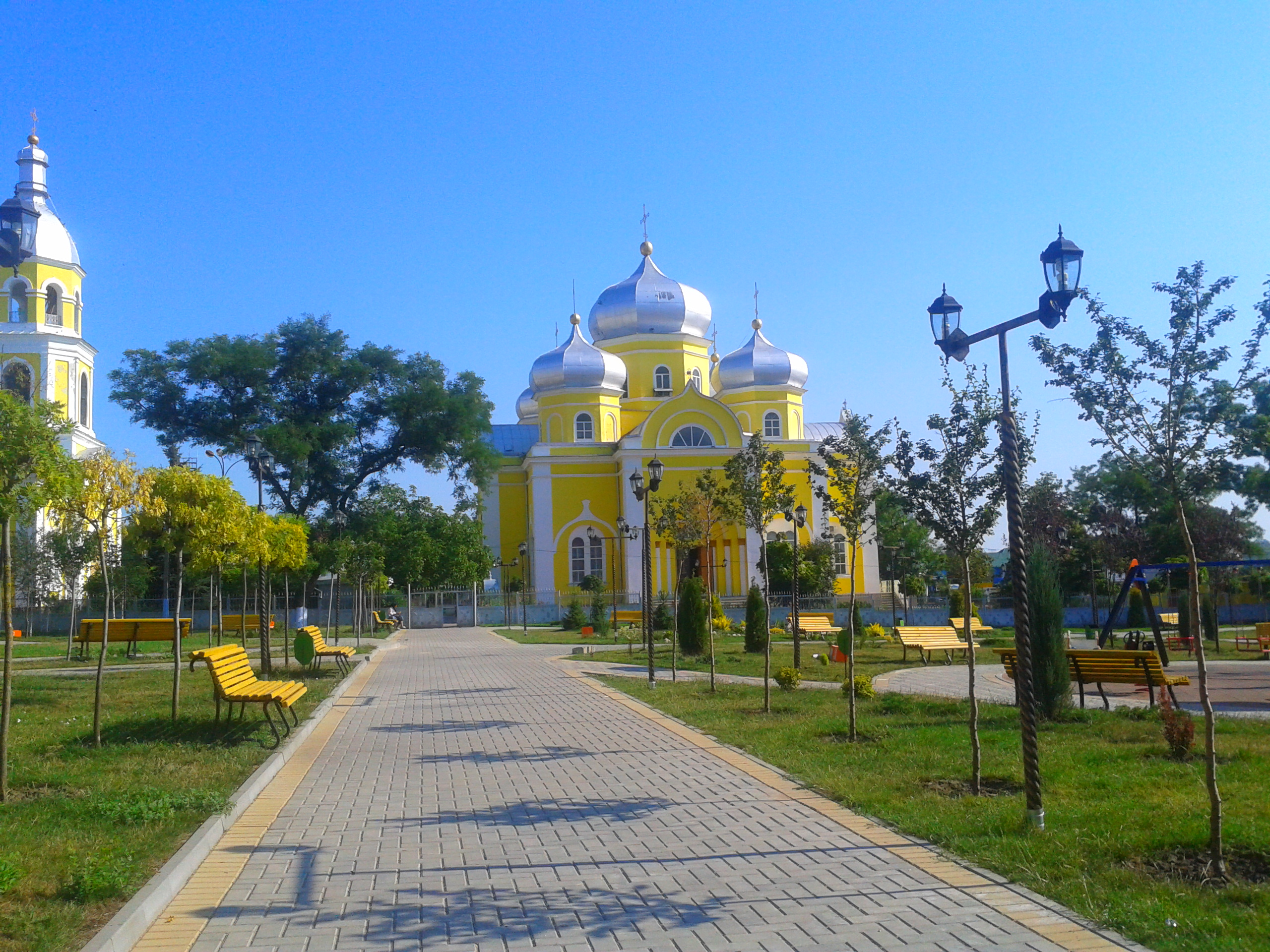
中央公園
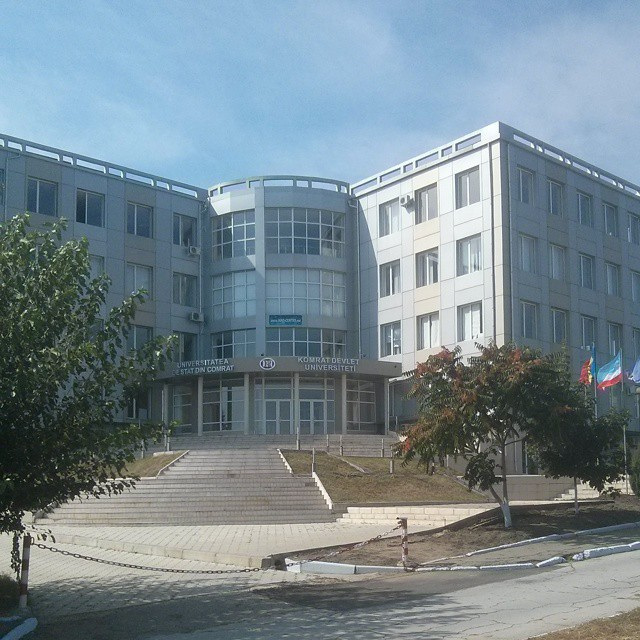
コムラト国立大学
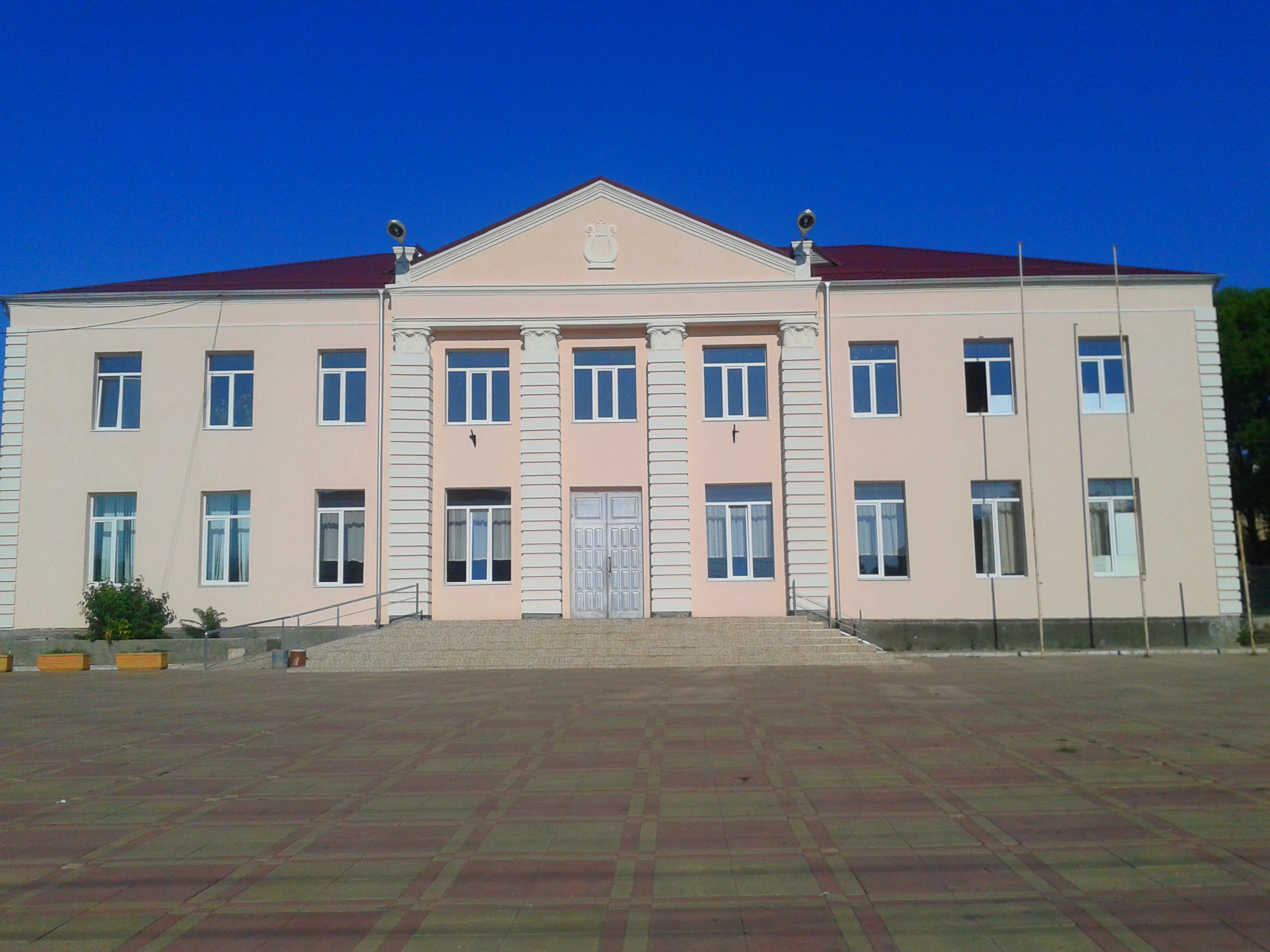
文化センター
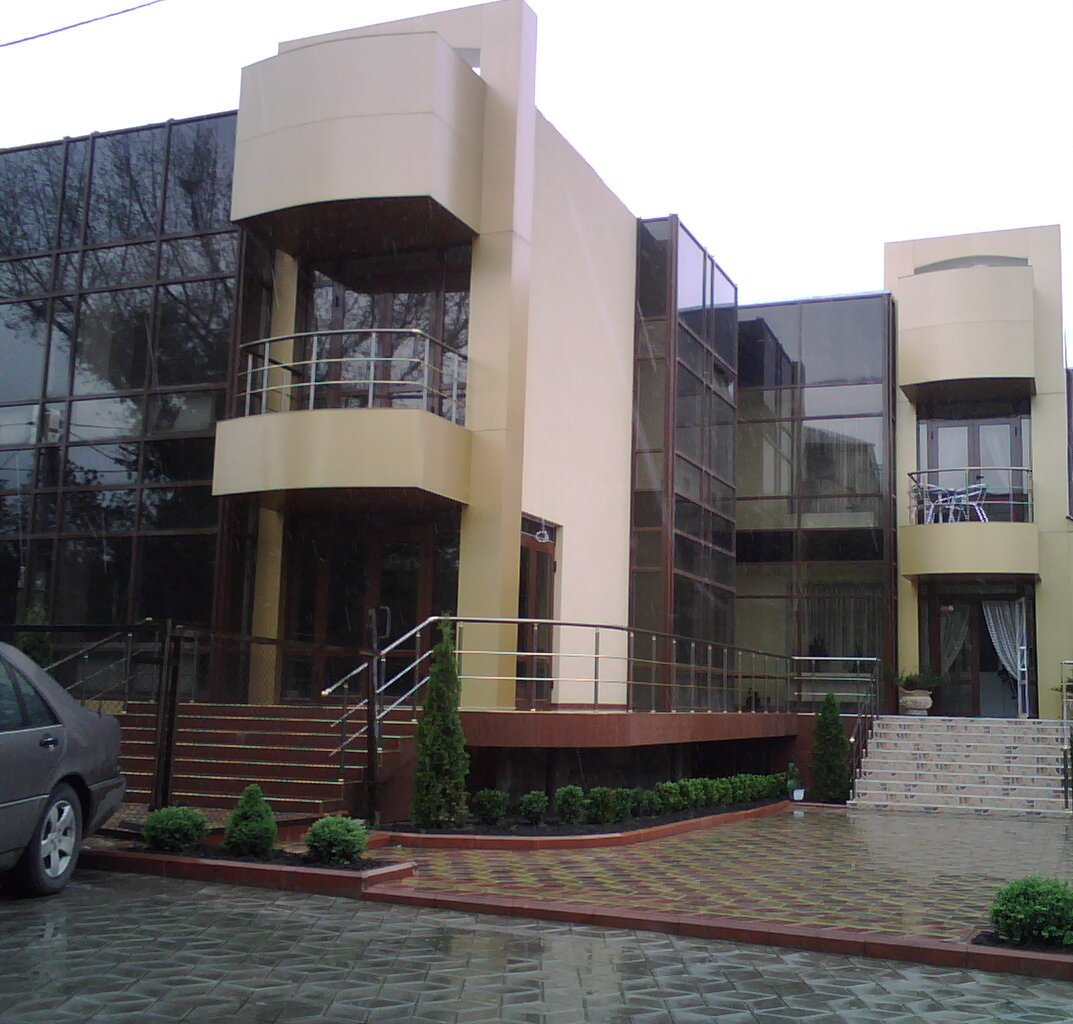
ホテル「アルティン・パレス」
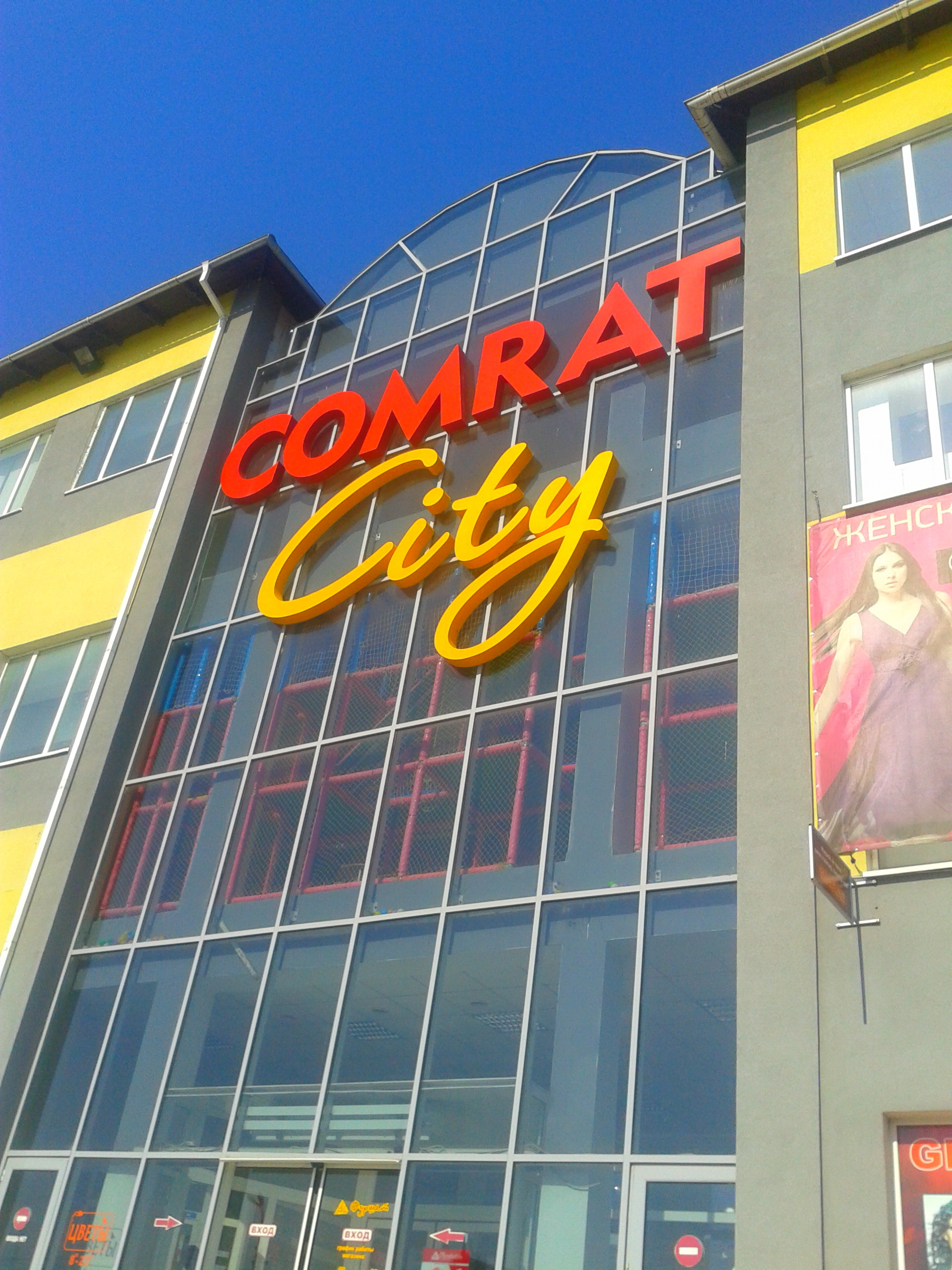
ショッピングセンター「コムラト・シティ」